# Grafton (Nebraska)
Grafton je selo u američkoj saveznoj državi Nebraska. Prema popisu stanovništva iz 2010. u njemu je živjelo 126 stanovnika.